# Ефект Баласси–Самуельсона
Ефект Баласси–Самуельсона, також відомий як ефект Харрода–Баласси–Самуельсона (Kravis and Lipsey 1983), ефект Рікардо–Вайнера–Харрода–Баласси–Самуельсона–Пенна–Бхагваті (Samuelson 1994, с. 201), паритет купівельної спроможності, що залежить від продуктивності  (Officer 1976) — це тенденція до систематичного підвищення споживчих цін у більш розвинених країнах, в порівнянні з менш розвиненими країнами. Це явище щодо систематичних відмінностей у споживчих цінах називається «еффектом Пенна». Гіпотеза Баласса-Самуельсона полягає в припущенні, що це можна пояснити більшою різницею у продуктивності праці між розвиненими та менш розвиненими країнами в секторах товарів, що торгуються, а це, в свою чергу, впливає на заробітну плату та ціни в секторах товарів, що не торгуються.
Бела Баласса і Пол Самуельсон незалежно один від одного запропонували причинний механізм ефекту Пенна на початку 1960-х років.

## Теорія
Ефект Баласи–Самуельсона залежить від відмінностей між країнами у відносній продуктивності торгівельного та неторговельного секторів.

### Емпіричний «ефект Пенна»
Відповідно до закону єдиної ціни, ціни на товари, які можна вільно продавати, не можуть сильно відрізнятися в залежності від місця розташування, оскільки покупці можуть купувати їх там, де вони мають найнижчу ціну. Однак більшість послуг повинні надаватися на місцевому рівні (наприклад, перукарські послуги), а багато промислових товарів, таких як меблі, мають високі транспортні витрати або, навпаки, низьке співвідношення ціни до ваги чи об'єму, що робить відхилення від закону однієї ціни, відомі як відхилення за паритетом купівельної спроможності або ПКС, стійкими. Ефект Пенна полягає в тому, що відхилення за ПКС зазвичай відбуваються в одному напрямку: там, де високі доходи, середній рівень цін, як правило, високий.

### Базова форма ефекту
Найпростіша модель, яка генерує ефект Баласса-Самуельсона, має дві країни, два товари (один з яких є об'єктом торгівлі, а другий - не об'єктом торгівлі) та один фактор виробництва - праця. Для простоти припустимо, що продуктивність праці, яка вимірюється граничним продуктом (з точки зору вироблених товарів), в неторговельному секторі є однаковою між країнами і нормалізується до одиниці.
{\displaystyle MPL_{nt,1}=MPL_{nt,2}=1}
де «nt» позначає сектор, що не торгується, а 1 і 2 - індекси двох країн.
У кожній країні, за умови конкуренції на ринку праці, заробітна плата дорівнює вартості граничного продукту, або ціні галузі, помноженій на MPL. (Зауважте, що це не є необхідною, а лише достатньою умовою для виникнення ефекту Пенна. Необхідно, щоб заробітна плата принаймні була пов'язана з продуктивністю).
{\displaystyle w_{1}=p_{nt,1}*MPL_{nt,1}=p_{t}*MPL_{t,1}}
{\displaystyle w_{2}=p_{nt,2}*MPL_{nt,2}=p_{t}*MPL_{t,2}}
Де індекс «t» позначає сектор товарів, що продаються. Зауважте, що відсутність специфічної для країни підрядкової позначки на ціні товарів, що продаються, означає, що ціни на товари, що продаються, зрівнялися між двома країнами.
Припустимо, що країна 2 є більш продуктивною, а отже, багатшою. Це означає, що
{\displaystyle MPL_{t,1}<MPL_{t,2}}
що означає, що
{\displaystyle p_{nt,1}<p_{nt,2}} .
Отже, при однаковій (світовій) ціні на товари, що торгуються, ціна на товари, що не торгуються, буде нижчою в менш продуктивній країні, що призведе до загального нижчого рівня цін.

### Особливості
Типове обговорення цього аргументу включало б такі особливості:
- Працівники в одних країнах мають вищу продуктивність, ніж в інших. Це є кінцевим джерелом різниці в доходах. (Також виражається як зростання продуктивності).
- Певні трудомісткі професії менше реагують на інновації у сфері продуктивності, ніж інші. Наприклад, висококваліфікований цюріхський кухар не є більш продуктивним, ніж його московський колега (у бургерах/годину), але ці професії є послугами, які повинні виконуватися на місці.
- Сектори з фіксованою продуктивністю також виробляють нетранспортабельні товари (наприклад, перукарські послуги) - це має бути так, інакше трудомістка робота була б перенесена в офшори.
- Щоб зрівняти місцевий рівень заробітної плати з (високопродуктивними) цюріхськими інженерами, працівники цюріхського фаст-фуду мають отримувати більше, ніж працівники московського фаст-фуду, навіть якщо норма виробництва бургерів на одного працівника є міжнародною константою.
- Індекс споживчих цін складається з
  - місцевих товарів (які в багатших країнах коштують дорожче порівняно з товарами, що продаються), та
  - товарів, які мають однакову ціну скрізь.
- (Реальний) обмінний курс прив'язується (за законом однієї ціни) таким чином, щоб ціни на товари відповідали ПКС (паритету купівельної спроможності). Припущення про те, що ПКС зберігається лише для товарів, які можна продавати, можна перевірити.
- Оскільки обмінні курси грошей повністю залежать від продуктивності товарів, але середня продуктивність змінюється меншою мірою, різниця в продуктивності (реальних товарів) є меншою, ніж різниця в продуктивності в грошовому виразі.
- Продуктивність стає доходом, тому реальний дохід змінюється менше, ніж грошовий дохід.
- Це еквівалентно твердженню, що обмінний курс грошей перебільшує реальний дохід, або що рівень цін є вищим у більш продуктивних, багатших економіках.

### Еквівалентний ефект Баласси-Самуельсона в межах країни
Середня ціна продажу будинку в процвітаючому місті може бути вдесятеро вищою за ціну ідентичного будинку в депресивному регіоні тієї ж країни. Тому відхилення реального обмінного курсу існує незалежно від того, що відбувається з номінальним обмінним курсом (який завжди дорівнює 1 для територій, що використовують одну валюту). Розгляд розподілу рівня цін в межах країни дає чіткішу картину ефекту, оскільки це усуває деякі ускладнюючі фактори:
Економетрика тестів на паритет купівельної спроможності (ПКС) ускладнюється шумом номінального обмінного курсу. (Цей шум буде економетричною проблемою, навіть якщо припустити, що волатильність обмінного курсу є чистою похибкою).
Між країнами можуть існувати певні ефекти кордонів у реальній економіці, які обмежують потоки товарів або людей.
Монетарні ефекти та коливання обмінного курсу можуть впливати на реальну економіку і ускладнювати картину, але ця проблема усувається, якщо порівнювати регіони, які використовують одну й ту саму грошову одиницю.
Податки дуже відрізняються в багатьох країнах, тоді як в одній і тій самій країні податки, як правило, рівні або схожі.
Пінта пива в пабі, як відомо, коштує дорожче на півдні Англії, ніж на півночі, але ціни на пиво в супермаркетах дуже схожі. Це можна розглядати як анекдотичний доказ на користь гіпотези Баласса-Самуельсона, оскільки пиво з супермаркетів є товаром, який легко транспортується і продається. (Хоча пиво з пабів можна транспортувати, сам паб - ні.) Гіпотеза Баласса-Самуельсона пояснює різницю в цінах тим, що «продуктивність» працівників пабів (у пінтах за годину) є більш рівномірною, ніж «продуктивність» (в іноземній валюті, заробленій за рік) людей, які працюють у домінуючому секторі торгівлі в кожному регіоні країни (фінансові послуги на півдні Англії, промисловість на півночі). Хоча працівники південних пабів не є значно продуктивнішими, ніж їхні колеги на півночі, південні паби змушені платити заробітну плату, порівнянну з іншими південними фірмами, щоб утримати свій персонал. Це призводить до того, що південні паби несуть вищі витрати на робочу силу в розрахунку на одну пінту пива.

## Емпіричні дані про ефект Баласси-Самуельсона
Докази ефекту Пенна добре відомі в сучасному світі (і їх можна легко спостерігати під час міжнародних подорожей). Однак гіпотеза Баласси-Самуельсона (HBS) передбачає, що країни з економікою, яка швидко зростає, повинні мати тенденцію до більш швидкого зміцнення обмінного курсу (наприклад, «чотири азійські тигри»); звичайні економетричні тести дають неоднозначні результати для цього прогнозу.
Загалом, з моменту її (пере)відкриття у 1964 році, як зазначають Тіка та Дружич (2006), теорія Баласси-Самуельсона «була протестована 60 разів у 98 країнах у часових рядах або панельних аналізах та у 142 країнах у міжкраїнових аналізах. У цих проаналізованих оцінках коефіцієнти HBS для конкретних країн оцінювалися загалом 166 разів, і принаймні по одному разу для 65 різних країн». 
З часом тестування моделі HBS зазнало значних змін. Панельні дані та методи часових рядів витіснили старі тести перехресних зв'язків, змінні попиту та умови торгівлі стали пояснювальними змінними, нові економетричні методології замінили старі, а нещодавні вдосконалення ендогенної торговельної спроможності надали напрямок для майбутніх дослідників.
Секторний підхід у поєднанні з аналізом панельних даних та/або коінтеграцією став еталоном для емпіричних тестів. Було досягнуто консенсусу щодо тестування внутрішніх та зовнішніх ефектів HBS (порівняно з країною-номером) із суттєвим застереженням щодо припущення про паритет купівельної спроможності в секторі, що торгується.
Переважна більшість доказів підтримує модель HBS. Глибший аналіз емпіричних даних показує, що на достовірність результатів значною мірою впливає характер тестів та набір проаналізованих країн. Майже всі перехресні тести підтверджують модель, тоді як результати панельних даних підтверджують модель для більшості країн, включених до тестів. Незважаючи на деякі негативні результати, прогнози щодо коінтеграції між відносною продуктивністю та відносними цінами всередині країни та між країнами отримали значну підтримку, тоді як інтерпретація доказів коінтеграції між реальним обмінним курсом та відносною продуктивністю була набагато більш суперечливою.
Тому більшість сучасних авторів (наприклад: Egert, Halpern and McDonald (2006); Drine & Rault (2002)) аналізують основні припущення ПБ окремо:
- Різниця в продуктивності між торгівлею та неторгівлею і відносними цінами позитивно корелюють між собою.
- Припущення про паритет купівельної спроможності перевіряється для товарів, що торгуються.

У міжнародному економічному співтоваристві триває вдосконалення економетричних методів і дебати щодо альтернативних моделей. Наприклад:
«Можливим поясненням емпіричного відхилення HBS може бути те, що існують додаткові довгострокові детермінанти реального обміну, які необхідно враховувати». підсумовують Драйн і Раулт.
У наступному розділі наведено деякі альтернативні пропозиції щодо пояснення ефекту Пенна, але існують значні економетричні проблеми з перевіркою BS-гіпотези, а відсутність переконливих доказів для неї між сучасними економіками може не спростувати її, або навіть означати, що вона спричиняє незначний ефект. Наприклад, інші ефекти змін обмінного курсу можуть маскувати довгостроковий механізм BS-гіпотези (що ускладнює виявлення його існування). Дехто вважає, що зміни обмінного курсу впливають на продуктивність; якщо це так, то регресія зміни РОКу на диференційоване зростання продуктивності буде «забруднена» зовсім іншим взаємозв'язком між змінними.

## Альтернативні та додаткові причини ефекту Пенна
Більшість професійних економістів визнають, що модель ефекту Баласса-Самуельсона має певні переваги. Однак були запропоновані й інші джерела зв'язку ВВП з ефектом Пенна:

### Сектор розподілу
У робочому документі Міжнародного валютного фонду 2001 року Макдональд і Річчі визнають, що відносні зміни продуктивності призводять до відхилень у ПКС, але стверджують, що це не обмежується товарними та неторговими секторами. Цитуємо анотацію:
Підвищення продуктивності та конкурентоспроможності сектору дистрибуції порівняно з іншими країнами призводить до підвищення реального обмінного курсу, подібно до того, як це робить відносне підвищення внутрішньої продуктивності у секторі товарів, що продаються.

### Голландська хвороба
Приплив капіталу (скажімо, до Нідерландів) може стимулювати зміцнення валюти через попит на гроші. Коли обмінний курс зростає, конкурентоспроможність секторів, що торгують товарами, падає (з точки зору міжнародної ціни на товари, що торгуються).
У цій моделі продуктивність реальної економіки не змінюється, але продуктивність грошового обігу в торгівлі товарами екзогенно знижується через зміцнення національної валюти. Оскільки приплив капіталу асоціюється з державами з високим рівнем доходу (наприклад, Монако), це може частково пояснити кореляцію грошовий обіг/дохід.
Ів Бурде та Ганс Фальк вивчали вплив грошових переказів з Кабо-Верде на сектор торгівлі товарами. Вони виявили, що, оскільки місцеві доходи зросли з подвоєнням грошових переказів з-за кордону, обмінний курс Кабо-Верде підвищився на 14% (протягом 1990-х років). Експортний сектор економіки Кабо-Верде зазнав аналогічного падіння продуктивності за той самий період, що було спричинено виключно потоками капіталу, а не BS (Баласси-Самуельсон)-ефектом.

### Послуги є «вищим благом
Руді Дорнбуш (1998) та інші стверджують, що зростання доходів може змінювати співвідношення попиту на товари та послуги (у товарному та неторговельному секторах). Це пов'язано з тим, що послуги, як правило, є товарами вищої якості, які споживаються пропорційно більше при вищих доходах.
Зміна вподобань на мікроекономічному рівні, спричинена ефектом доходу, може змінити структуру індексу споживчих цін, включивши до нього пропорційно більшу частку витрат на послуги. Це саме по собі може змінити індекс споживчих цін, і може призвести до того, що неторговельний сектор виглядатиме відносно менш продуктивним, ніж він був, коли попит був нижчим; якщо якість послуг (а не їх кількість) слідує за зменшенням віддачі від затрат праці, то загальний попит на вищу якість послуг автоматично призводить до зниження продуктивності на душу населення.
Типовою закономірністю ринку праці є те, що країни з високим рівнем ВВП мають вищий рівень зайнятості в секторі послуг, ніж країни з низьким рівнем ВВП. Якщо співвідношення між товарним і неторговим споживанням також корелює з рівнем цін, ефект Пенна все одно спостерігатиметься, оскільки продуктивність праці зростатиме однаково швидко (за однакових технологій) між країнами.

### Протекціонізм
Ліпсі та Сведенборг (1996) показують сильну кореляцію між бар'єрами для вільної торгівлі та рівнем внутрішніх цін. Якщо багаті країни відчувають себе більш спроможними захистити своїх національних виробників, ніж країни, що розвиваються (наприклад, за допомогою тарифів на імпорт сільськогосподарської продукції), ми повинні очікувати кореляцію між зростанням ВВП та зростанням цін (на товари в захищених галузях - особливо на продукти харчування).
Це пояснення схоже на BS-ефект, оскільки галузь, яка потребує захисту, повинна бути помітно менш продуктивною на світовому ринку товарів, які вона виробляє. Однак це міркування дещо відрізняється від чистої BS-гіпотези, оскільки товари, які виробляються, є «товарами, що продаються», навіть якщо протекціоністські заходи означають, що вони дорожчі на внутрішньому ринку, ніж на міжнародному, тому вони не будуть «продаватися» на міжнародному ринку.

## Наслідки теорії торгівлі
Економісти з теорії пропозиції (та інші) стверджують, що підвищення міжнародної конкурентоспроможності за допомогою політики, яка сприяє підвищенню продуктивності секторів, що торгують товарами (за рахунок інших секторів), збільшить ВВП країни та підвищить рівень життя, порівняно з рівним ставленням до секторів. Ефект Баласса-Самуельсона може бути однією з причин протистояння цій торговельній теорії, оскільки він передбачає, що: зростання ВВП у секторі товарів, що торгуються, не призводить до такого ж покращення рівня життя, як і рівне зростання ВВП у секторі, що не торгується. (Це пов'язано з тим, що в першому випадку індекс споживчих цін зросте на більшу величину).

## Історія
Модель ефекту Баласси-Семуельсона була розроблена незалежно у 1964 році Белою Балассою та Полом Семуельсоном. Раніше цей ефект був висунутий у першому виданні «Міжнародної економіки» Роя Форбса Харрода (1939, стор. 71-77), але ця частина не була включена до наступних видань.
Частково через те, що емпіричні результати були неоднозначними, а частково для того, щоб відрізнити модель від її висновку, в сучасних роботах, як правило, посилаються на гіпотезу Баласси-Семуельсона, а не на ефект Баласси-Семуельсона. (Див. наприклад: «Аналіз панельних даних гіпотези Баласси-Семуельсона», згадану вище).